# Kronrat (Belgien)
Der Kronrat (niederländisch: Kroonraad, französisch: Conseil de la Couronne) ist in Belgien ein Rat, der aus dem König, den Ministern der Föderalregierung und den Staatsministern zusammengesetzt ist. Er besitzt eine rein beratende Funktion für den König und die Regierung und tritt nur bei besonderen Krisen zusammen. Seit dem Jahr 1960 wurde er nicht mehr einberufen.

## Geschichte
Weder der Kronrat noch der Titel Staatsminister besitzen eine Rechtsgrundlage, sondern sind aus der Tradition entstanden. Seinen Ursprung findet der Kronrat in ähnlichen Institution in Frankreich während des Ancien Régime. Dort war es üblich, dass sich der französische König vor gewissen Entscheidungen mit seinen Beratern konzertierte.
Der belgische Kronrat wurde seit der Staatsgründung im Jahr 1830 lediglich zu fünf Anlässen einberufen. Es handelt sich dabei um fünf außerordentliche Krisensituationen:
- 16. Juli 1870: Ausbruch des Deutsch-Französischen Kriegs
- 2. August 1914: Ultimatum des Deutschen Kaiserreiches an Belgien
- 4. Mai 1919: Untersuchung des Vertrags von Versailles
- 23. März 1950: Problematik um König Leopold III. (sogenannte Königsfrage)
- 18. Februar 1960: Unabhängigkeit des Belgisch Kongo

## Heutige Bedeutung
Seit 1960 wurde der Kronrat nicht mehr einberufen. Er stellt in den Augen einiger Politiker eine archaische und undemokratische Institution dar, sodass manche seine Abschaffung vorgeschlagen haben. Es ist bemerkenswert, dass König Albert II. während der Staatskrise im Jahr 2007 infolge der Schwierigkeiten zur Regierungsbildung zwar nicht den Kronrat einberief, aber mehrere erfahrene Staatsminister (Jean-Luc Dehaene, Wilfried Martens, Philippe Moureaux, Willy Claes, Gérard Deprez, Jos Geysels, Philippe Busquin, Charles-Ferdinand Nothomb, José Daras, Raymond Langendries, François-Xavier de Donnea, Herman De Croo, Louis Michel, Herman Van Rompuy, Armand De Decker, Guy Verhofstadt) nacheinander konsultierte, um ihre Meinung und ihre Vorschläge entgegenzunehmen.
Auch der Titel Staatsminister wird heute nur noch als ein reiner Ehrentitel angesehen und wird in regelmäßigen Zeitabständen an Politiker verliehen, die dem Land besondere Dienste erwiesen haben. Die Ernennung geschieht per Königlichem Erlass auf Vorschlag der Regierung.

## Aktuelle Zusammensetzung
Würde der Kronrat heute zusammentreten, wäre er wie folgt zusammengesetzt:
König (Vorsitz): König Philippe
Minister: Premierminister Alexander De Croo und die Minister der Regierung De Croo
Staatsminister:
- Willy Claes
- Philippe Busquin
- Guy Verhofstadt
- Louis Tobback
- Annemie Neyts-Uyttebroeck
- Magda Aelvoet
- Louis Michel
- José Daras
- Gérard Deprez
- Herman De Croo
- François-Xavier de Donnea
- Mark Eyskens
- Elio Di Rupo
- Raymond Langendries
- Miet Smet
- Patrick Dewael
- Jos Geysels
- Karel De Gucht
- Herman Van Rompuy
- Charles Picqué
- Philippe Monfils
- Étienne Davignon
- Johan Vande Lanotte
- Frank Vandenbroucke
- Melchior Wathelet
- André Flahaut
- Yves Leterme
- Jacques van Ypersele de Strihou
- Frans Van Daele
- Charles Michel